# Hrabstwo McCook
Hrabstwo McCook (ang. McCook County) – hrabstwo w stanie Dakota Południowa w Stanach Zjednoczonych. Obszar całkowity hrabstwa obejmuje powierzchnię 577,16 mil² (1494,84 km²). Według szacunków United States Census Bureau w roku 2009 miało 5619 mieszkańców.
Hrabstwo powstało w 1873 roku. Na jego terenie znajdują się następujące gminy (townships): Benton, Brookfield, Center, Grant, Greenland, Pearl, Ramsey, Silver Lake, Spring Valley, Sun Prairie, Union.

## Miejscowości
- Bridgewater
- Canistota
- Montrose
- Salem
- Spencer